# معركه النخلتين
معركة النخلتين ، التي تعرف أيضاً بـمعركة سواني عبد الغني أو معركة الهواري الكبرى، تعد واحدة من أبرز المعارك التي شهدتها المرحلة الأولى من الجهاد الليبي ضد الاحتلال الإيطالي عام 1911. دارت هذه المعركة في منطقة الهواري جنوب بنغازي، حيث واجه المجاهدون الليبيون القوات الإيطالية في مواجهة عسكرية حاسمة. رغم التفوق العددي والتسليحي للقوات الإيطالية، أظهر المجاهدون قدرة عالية على التنسيق والقتال، مما أعاق تقدم الاحتلال الإيطالي في شرق ليبيا وأكد صعوبة تثبيت السيطرة على هذه المنطقة المقاومة. تشكل هذه المعركة رمزاً بارزاً لمقاومة الشعب الليبي في بدايات الاحتلال، ومهدت لسلسلة من المعارك التي استمرت في الدفاع عن الأرض والكرامة الوطنية.